# Koffi Esaw
Koffi Esaw est un homme politique et diplomate togolais qui a servi dans le gouvernement du Togo en tant que ministre de la Justice depuis 2013. Il a été ministre des Affaires étrangères de 2008 à 2010 et a ensuite été conseiller diplomatique du président Faure Gnassingbé.

## Biographie

### Carrière
Le 15 septembre 2008, Koffi Esaw est nommé ministre des Affaires étrangères et de la coopération régionale, sous le gouvernement dirigé par le Premier ministre Gilbert Houngbo. Avant cette nomination, il a occupé la fonction d'ambassadeur du Togo en Éthiopie pendant quatre ans, et ce, depuis le 29 septembre 2004. En Chine et au Zimbabwe, il occupe le poste de directeur de cabinet du ministre des Affaires étrangères sur 12 années. Alors qu'il était ambassadeur en Éthiopie, il était également ambassadeur du Togo auprès de l'Union africaine, dont le siège est à Addis-Abeba, en Éthiopie.
Esaw a été nommé ambassadeur en Éthiopie début août 2004. Lors de la crise diplomatique qui a suivi la mort du président togolais Gnassingbé Eyadéma en février 2005, Esaw a défendu la succession du fils d'Eyadema, Faure Gnassingbé, lors d'une réunion de l'Union africaine. Selon Esaw, la succession père-fils, qui a été largement jugée anticonstitutionnelle, était nécessaire, car le Togo faisait face à "une situation très dangereuse", affirmant qu'"il y avait la perspective de troubles et le seul moyen d'éviter les troubles était d'agir." La désapprobation de la succession de l'Union africaine a conduit à sa décision de suspendre le Togo de l'organisation lors de la même réunion ; Esaw a été invité à quitter la réunion après la suspension.
Esaw a été nommé ministre de la Justice et des relations avec les institutions de la République le 17 septembre 2013.